# Finngården Skifsen
Finngården Skifsen ligger cirka sju kilometer söder om Fredriksberg i västra delen av Ludvika kommun, Dalarnas län. Här, vid östra sidan om sjön Skifsen, pågår ett ideellt projekt med målet att återskapa en historisk finngård från 1750-talet.

## Historik
Skifsen är en av de sex första boplatserna i Säfsnäs som skogsfinnarna etablerade sig på i början av 1600-talet. Då flyttade släkten Puuroinen Bure hit. En av de mera betydelsefulla i denna släkt var nämndemannen Zachris Matsson Puuroinen Bure, som blev rik på handel med myrmalm. Tillsammans med finnelänsmannen Lars Hansson styrde han ekonomin i finnmarken under 1600-talets slut. Även hans son hemmansägaren och kyrkvärden Mats Zachrisson Bure, benämnd Rik-Mats, blev en mäktig person i området. Släkten Puuroinen Bure kom att helt dominera i Skifsen, och till viss del även i Drafsen, från den första bosättningen omkring 1610-1620 och fram till mitten av 1700-talet.  
Platsen varit bebodd fram till mitten av 1940-talet. Då revs de två sista gårdarna, Tillmansstället och Blåkuúl,  och marken planterades med gran. Idag finns bara ruiner kvar efter de tre gårdarna som ursprungligen funnits här.

## Finngårdsprojektet
Platsen bär fortfarande spår av skogsfinnarnas verksamhet. Ludvika kommun planlade området som gör det möjlig att återskapa en tidstypisk skogsfinsk gård, så som den kunde se ut på 1700-talets mitt. År 2005 bildades ”Föreningen Skifsens Vänner” vars verksamhet huvudsakligen kretsar  kring uppbyggnaden av Finngården Skifsen. Ambitionen är att använda historisk byggteknik och byggmaterial från trakten. Utbyggnaden sker helt ideellt och kommer formodligen att ta lång tid.
För närvarande (sommar 2013) är området avröjt och på det finns en rökbastu, en ria, en lada och ett kokhus samt en övernattningsstuga som står öppet för vandrare. Framöver är det meningen att bygga även ett pörte (finsk pirtti utan skorsten) och en svenskstuga (svenskarnas sätt att bygga stuga med skorsten).

## Bildgalleri

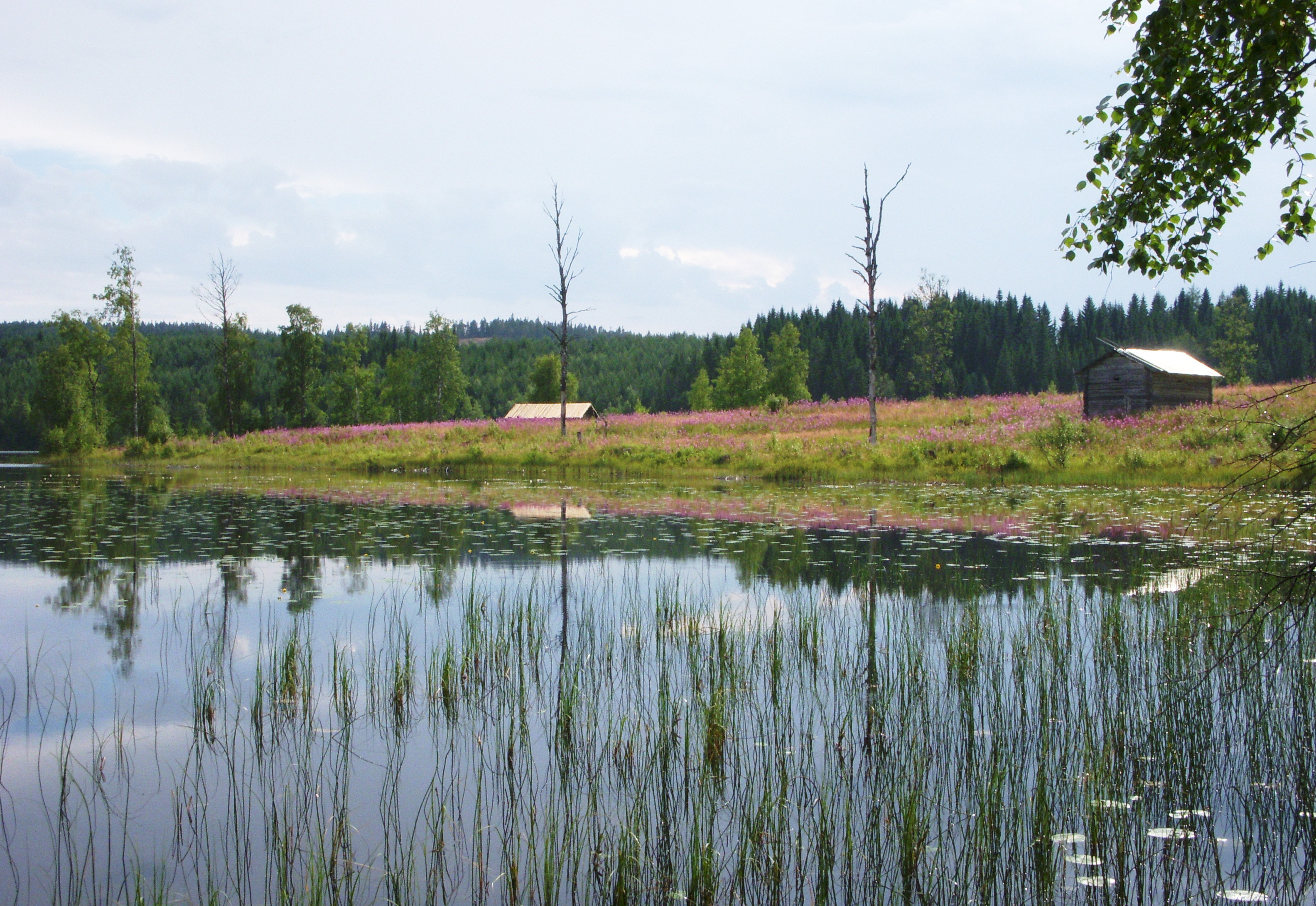
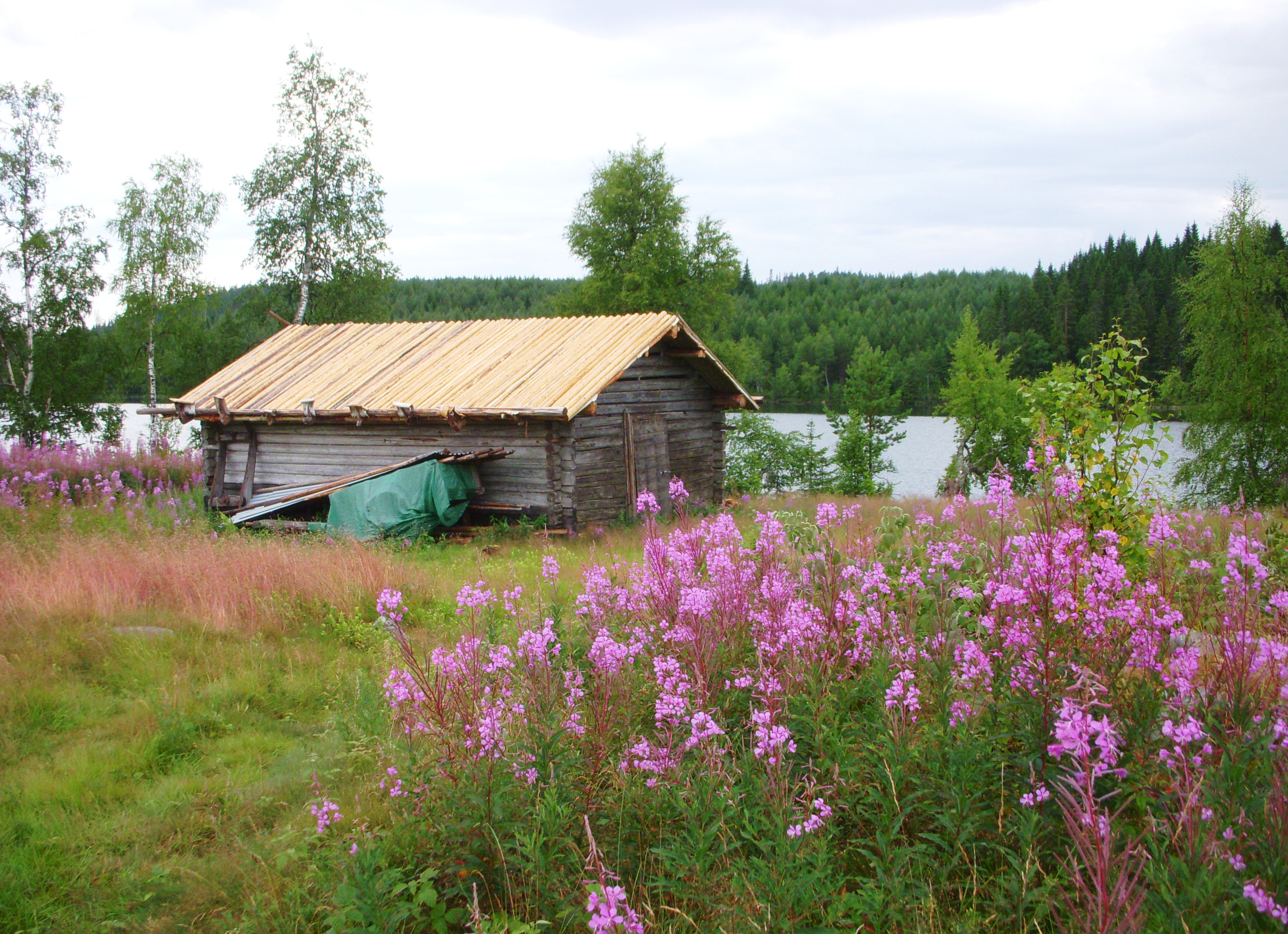
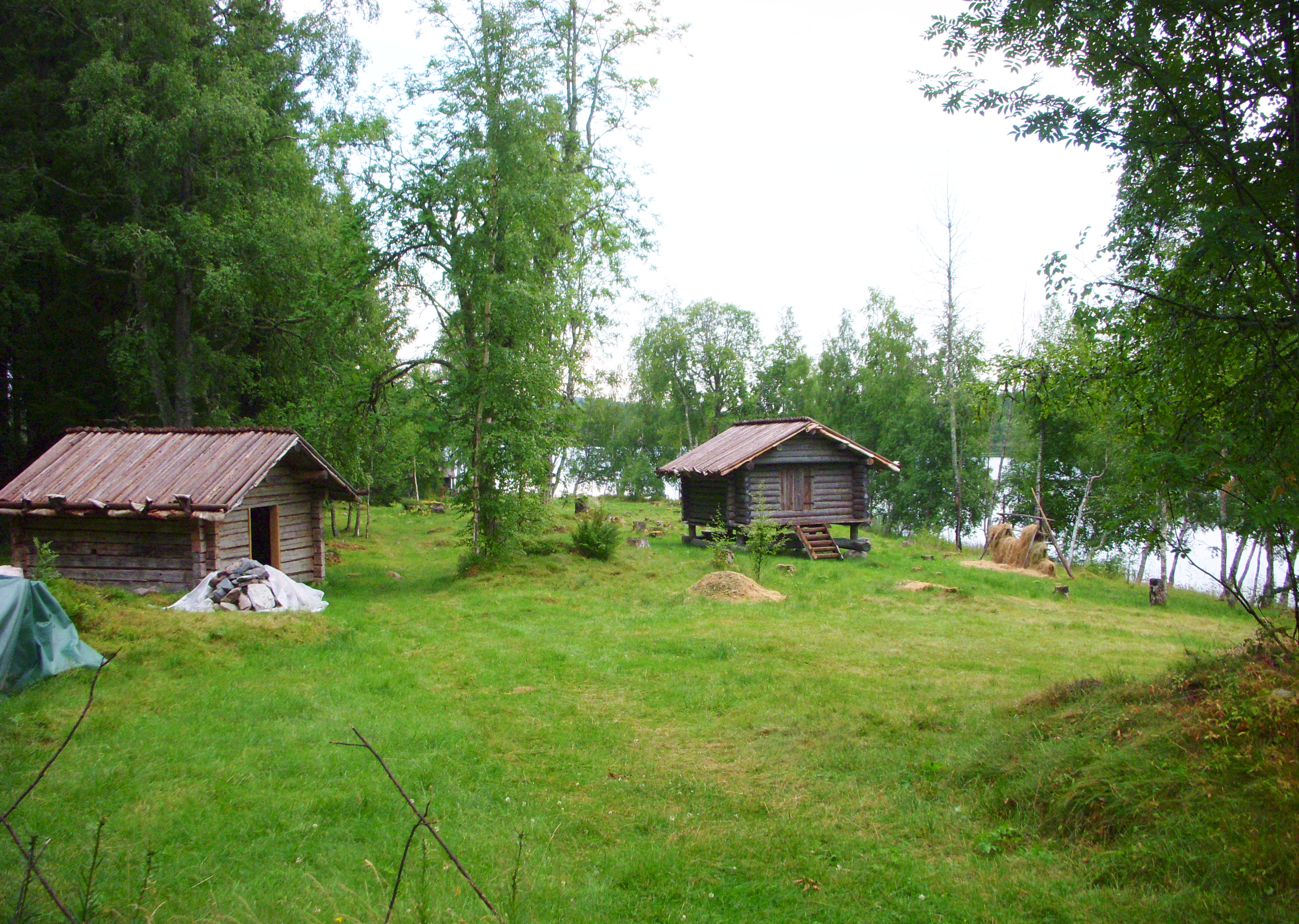
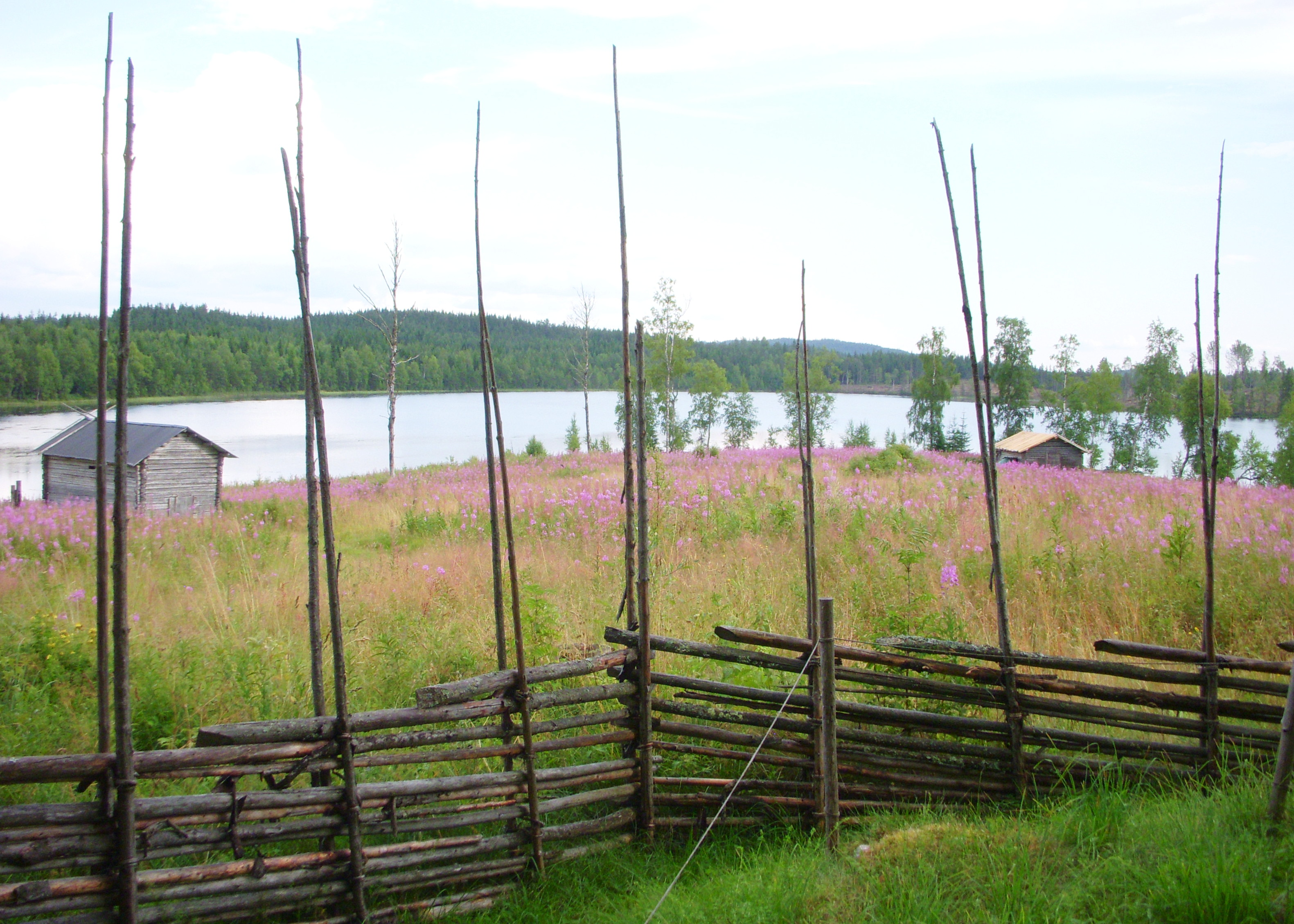
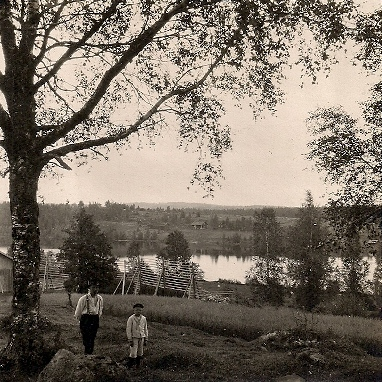
Skifsen år 1920
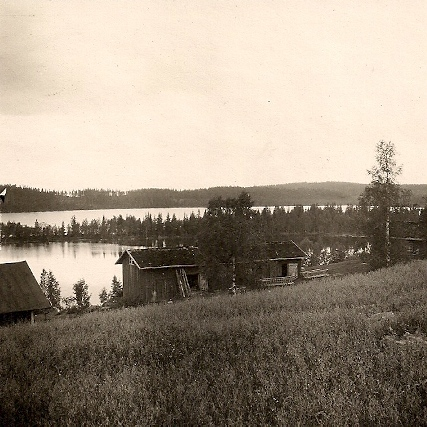
Skifsen år 1920